# Stefano Veneruso
Stefano Veneruso (Napoli, 26 dicembre 1968) è un regista, sceneggiatore e produttore cinematografico italiano.

## Biografia
Stefano Veneruso si è formato con lo zio Massimo Troisi, lavorando alla Esterno Mediterraneo Film, affrontando così ogni aspetto della produzione. Si trasferisce a Los Angeles nel 1991 per studiare regia e cinematografia alla UCLA e alla AFI, mentre lavora per la Cecchi Gori Pictures, compagnia di distribuzione e produzione cinematografica. È proprio a Los Angeles che realizza il suo primo film cortometraggio I'm Sophie and You?, vincitore di diversi premi e acquistato e trasmesso dalla Rai. Nel 1994 lavora come assistente alla regia del film vincitore del Premio Oscar Il postino, del quale ha inoltre diretto il backstage dal titolo Speciale Il postino - Uno Sguardo dentro, 1994 - 2022, vincitore di diversi premi.
Nel 1997 è tornato in Italia per produrre il compact disc Nei tuoi occhi, 16 poesie d'amore di Pablo Neruda lette da Riccardo Cocciante, Francesca Neri, Ferruccio Amendola, Claudio Amendola, Arnoldo Foà, Monica Guerritore, Paola Gassman, Renzo Arbore, ed altri, con le musiche originali composte ed orchestrate dal premio Oscar Luis Enríquez Bacalov, distribuito in 250 000 copie dal quotidiano La Stampa di Torino. Nel 2000 ha lavorato come assistente alla regia per il film Gangs of New York, diretto da Martin Scorsese. Nel 2002 ha diretto il suo terzo cortometraggio dal titolo Strani Accordi, prodotto da Studio Universal; per la prima volta in Italia un corto è stato proiettato in oltre cento cinema. Dopo aver partecipato, in qualità di assistente alla regia, al film La passione di Cristo, diretto da Mel Gibson, Stefano Veneruso nel 2005 ha prodotto e diretto Ciro, un episodio del film I Bambini Invisibili - All the Invisible Children (distribuito in oltre 120 paesi), co-diretto fra gli altri da Ridley Scott, Spike Lee, Emir Kusturica e John Woo. Il film ha partecipato ai festival di Venezia, Cannes, Tokyo, ed altri.
Nel 2009 ha messo in scena L'esilio di un uomo alla ricerca di Dio, ispirato alla vita di Caravaggio, debuttando come regista teatrale nel cortile dei Musei Capitolini di Roma. Negli stessi anni ha diretto, inoltre, diversi video musicali per artisti quali Tina Turner ed Elisa. Nel 2011 firma il documentario Noi di Settembre, protagonista Franco Califano, selezionato al Festival del Cinema di Roma. Nel 2014 è regista e coautore dello spettacolo teatrale Cosa ne penso della Svizzera, interpretato da Giancarlo Giannini. Nel 2016 è regista e produttore del documentario Insanity (I danni dell'inverno). 
Nel 2018 è direttore artistico assieme a Lello Arena ed Enzo Decaro e regista dello spettacolo-evento Annunciazione Annunciazione! Revuoto 2018, in onore di Massimo Troisi e dei 40 anni de La Smorfia, con Pippo Baudo, Renzo Arbore, Giancarlo Magalli, Massimo Lopez, Massimo Bonetti, Marisa Laurito, Michele Mirabella, Marco Messeri, Nino Frassica, Angelo Orlando, Giovanni Benincasa, Renato Scarpa ed altri. Nello stesso anno, dirige un videoclip che porta lo spettatore di fronte alle ferite dell’età moderna e al problema del cambiamento climatico, argomenti trattati dall'ambasciatore Antonio Morabito nel libro Moderne Odisse. Durante l'anteprima della proiezione del video prodotto da Barbara Di Mattia e David Guido Pietroni, alla presenza di diplomatici, intellettuali, aristocratici e autorità ecclesiastiche, è stato di particolare significato spirituale l’augurio che Papa Francesco ha voluto inviare all'autore del volume tramite l'assessore alla segreteria di Stato del Vaticano Paolo Borgia. 
Nel 2019 ha scritto e diretto lo spettacolo teatrale e l'omonima mostra multimediale Troisi poeta Massimo (Teatro dei Dioscuri al Quirinale - Roma, Cinema Anteo - Milano, Castel dell'Ovo - Napoli (2021). Nel 2022 è ideatore e curatore della mostra I Volti di Massimo Troisi (Palazzo D’Avalos - Procida e Museo MANN, Napoli). Nel 2022 è regista, sceneggiatore e produttore del film Da domani mi alzo tardi, con John Lynch e Gabriella Pession, nel film è presente un brano inedito dal titolo Sirenuse, cantato da Pino Daniele. Il 13 febbraio il film è stato proiettato in anteprima mondiale presso l'auditorium del prestigioso MANN (Museo Archeologico Nazionale di Napoli) e il 3 maggio alla Sala della Regina presso la Camera dei Deputati, in presenza delle massime autorità istituzionali. Nel 2023 il film viene selezionato al Giffoni Film Festival - Eventi Speciali, vince inoltre il Premio Charlot - Speciale Cinema 2023 e il Premio Trani Festival Del Cinema E Del Mare. Nello stesso anno dirige e produce il docufilm Speciale Il Postino - Uno sguardo dentro (1994-2024). Nel 2023 è autore del libro Massimo Troisi - Il mio verbo preferito è evitare, edito da Rizzoli, con il quale partecipa a numerose rassegne letterarie, vincendo il Premio Charlot 2023, come miglior libro dell’anno.
Dal 2009 fa parte di ItalianAttori, la squadra di calcio formata da attori e registi italiani che gioca per raccogliere fondi per varie iniziative benefiche. Dal 2014 è presidente onorario del Festival Corto ma non troppo, concorso di cortometraggi interpretati e realizzati da persone con disagio psichico. Nel biennio 2019-2020 è stato presidente di giuria del Premio Troisi. Nel 2023 è stato membro di giuria del Fajr International Film Festival di Teheran.

## Filmografia

### Regista

#### Cinema
- Speciale Il postino – Uno sguardo dentro - backstage documentario (1994)
- I'm Sophie and You? - cortometraggio (1997)
- I Maestri dell'illusione - documentario (1998)
- Effetto lunare - mediometraggio (1998)
- Strani accordi - cortometraggio (2002)
- All the Invisible Children - episodio "Ciro" (2005)
- Noi di settembre - documentario (2011)
- Insanity (I danni dell'inverno) - documentario (2016)
- Da domani mi alzo tardi (2022)
- Speciale Il postino - Uno sguardo dentro - backstage documentario (1994-2024)

#### Videoclip musicali
- Teach Me Again (2006), di Elisa feat. Tina Turner
- La frontiera della vita (2007)
- Ashera (2009)
- La prova del nove[1] (2010), di Mixup feat. Crazy
- Giorni d'estate (2011), di Anthony Manfredonia
- Come se fossi nuda (2012), di Luisandra
- Un mondo nuovo (2012)
- Che me diciste a ffà (2018)

#### Teatro
- Caravaggio, l'esilio di un uomo alla ricerca di Dio (2010)
- Cosa ne penso della svizzera (2014)
- Annunciazione Annunciazione (Revuoto 2018)
- Troisi Poeta Massimo (2019)

### Sceneggiatore
- I'm Sophie and You?, regia di Stefano Veneruso - cortometraggio (1997)
- Effetto lunare, regia di Stefano Veneruso - mediometraggio (1998)
- Strani accordi, regia di Stefano Veneruso - cortometraggio (2002)
- Ciro, episodio di All the Invisible Children, regia di Stefano Veneruso (2005)
- Noi di settembre, regia di Stefano Veneruso - film documentario (2011)
- Insanity (I danni dell'inverno), regia di Stefano Veneruso - film documentario (2016)
- Troisi Poeta Massimo, regia di Stefano Veneruso - spettacolo teatrale (2019)
- Da domani mi alzo tardi, regia di Stefano Veneruso - film (2020)

### Produttore
- Speciale Il Postino – Uno sguardo dentro, regia di Stefano Veneruso - Backstage (1994)
- Effetto lunare, regia di Stefano Veneruso - mediometraggio (1998)
- I Maestri dell'illusione, regia di Stefano Veneruso - documentario (1998)
- All the Invisible Children, film a episodi del 2005, diretto da Mehdi Charef, Emir Kusturica, Spike Lee, Kátia Lund, Jordan Scott, Ridley Scott, Stefano Veneruso e John Woo
- Teach Me Again, regia di Stefano Veneruso - video musicale (2006)
- Noi di settembre, regia di Stefano Veneruso - documentario (2011)
- Un mondo nuovo, regia di Stefano Veneruso - video musicale (2012)
- Insanity (I danni dell'inverno), regia di Stefano Veneruso - documentario (2016)
- Troisi Poeta Massimo, regia di Stefano Veneruso - spettacolo teatrale (2019)
- Da domani mi alzo tardi, regia di Stefano Veneruso - film (2020)
- Speciale Il postino - Uno sguardo dentro - backstage documentario (1994-2024)